# Децим Юній Сілан (коханець)
Децим Юній Сілан (лат. Decimus Iunius Silanus, прибл. 22 до н. е. — після 39) — патрицій часів Римської імперії.

## Життєпис
Походив з впливового роду Юніїв, його гілки Сіланів. Син Гая Юнія Сілана, (сина претора Марка Юнія Сілана), та Аппії Клавдії (доньки Аппія Клавдія Пульхра, консула 38 року до н. е).
У 8 році викритий у перелюбстві з Юлією Молодшою, онукою Октавіана Августа. Останній не став карати Сілана, а лише позбавив його своєї прихильності. Сілан розцінив це як наказ вирушити в заслання і виїхав з Риму.
У 20 році через свого брата Марка він звернувся до імператора Тиберія за дозволом повернутися. Той відповів, що Децим Сілан має на це право, оскільки формально не був засланий, але розпорядження Августа зберігають силу. Повернувшись, Сілан жив у Римі, але не був допущений до отримання державних посад.
Приблизно у 39 році всиновив сина Гнея Корнелія Лентула Гетуліка — Децима. Про подальшу долю немає відомостей.